# Ciénaga de Zapata
Ciénaga de Zapata é um município de Cuba pertencente à província de Matanzas, e também um ecossistema pantanoso, situado na península de Zapata, na província de Matanzas, sul de Cuba. É a maior zona húmida das Antilhas com aproximadamente 300 mil hectares, comprimento de 175 km de este a oeste, entre Punta Gorda e Jagua, e largura máxima de 58 km de norte a sul. Tem o mais complexo sistema de drenagem cársica de Cuba. Faz parte das regiões verdes mais bem conservadas do arquipélago.

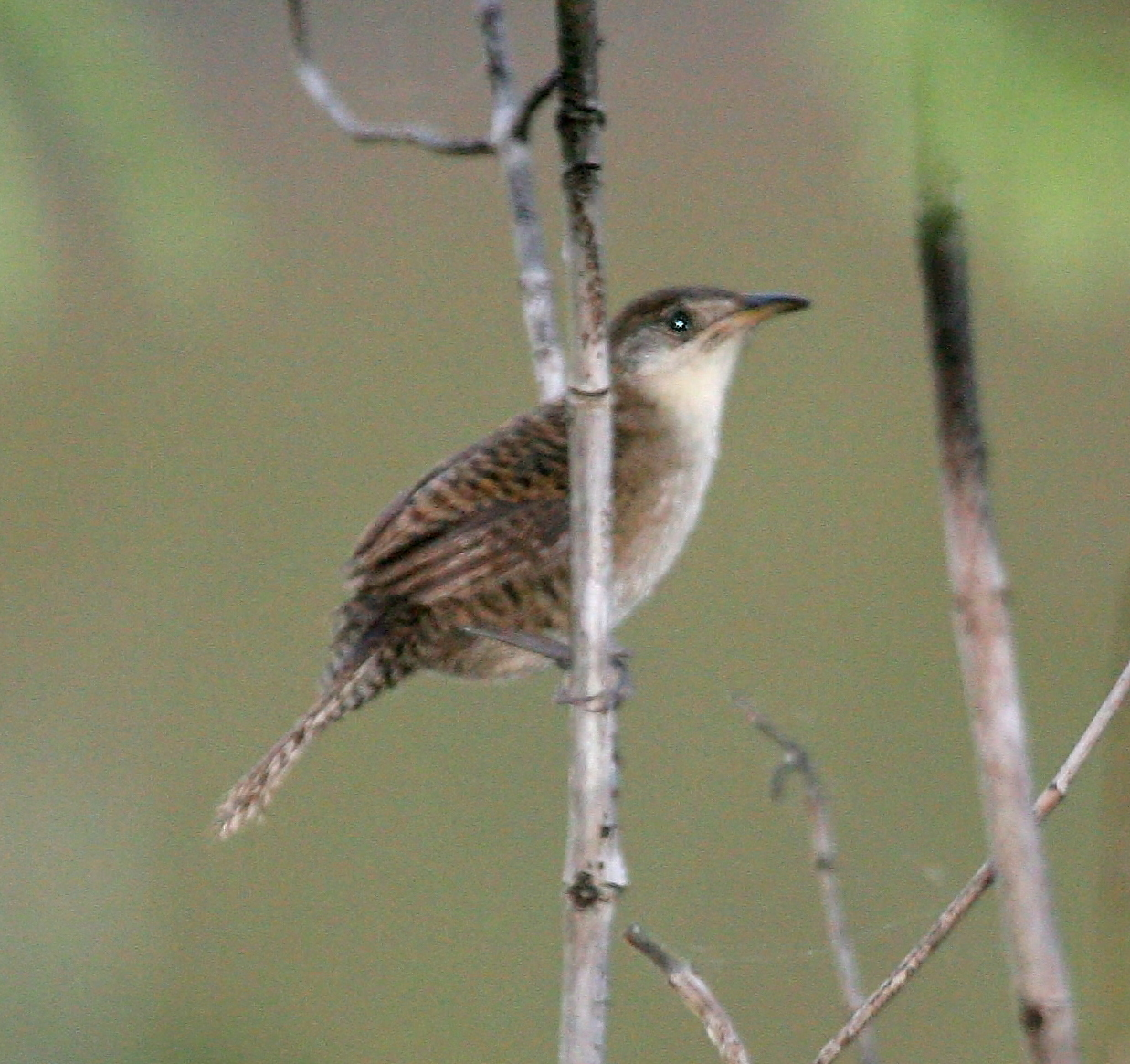
Ferminídeo.

Predominam aí paisagens de planícies baixas, pantanosas e semipantanosas, sobre depósitos turfosos e rochas calcárias, com solos hidromórficos e vegetação de savanas naturais de alto valor estético e paisagístico, tais como a Laguna del Tesoro e a bacia do rio Hatiguanico, principal artéria fluvial da zona, bem como Playa Larga e Playa Girón. 
No conjunto, a vegetação da Ciénaga de Zapata constitui uma das áreas verdes mais importantes de Cuba e, pelas próprias espécies de flora e fauna que alberga, representa um lugar de interesse mundial.

## Geografia
A Ciénaga de Zapata ocupa na totalidade a península de Zapata e regiões vizinhas. É considerada pela UNESCO como Reserva da Biosfera e também declarada Sitio Ramsar. 
Está limitada a sul pela enseada de la Broa, a oeste pelo golfo de Batabanó, a leste pela baía dos Porcos e a norte pela Carretera Central, que acabou por ser o limite artificial que a separa da ampla planície de Habana-Matanzas.

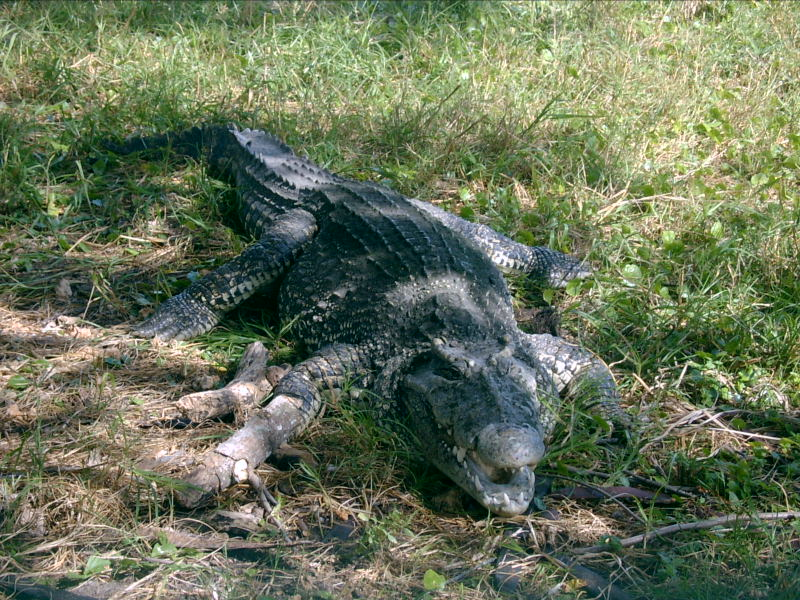
Crocodilo.

É Parque Nacional e atualmente está juridicamente protegida pelo Decreto 197/96 do Plano Turquino Manatí, que declara toda a Ciénaga de Zapata como Región Especial de Desarrollo Sostenible. Tem 4500 km² e uma das maiores reservas de água doce de Cuba.